# Phrygionis paradoxata
Phrygionis paradoxata là một loài bướm đêm trong họ Geometridae.